# Красунчик найпрекрасніший
Красунчик найпрекрасніший (Ptilidium pulcherrimum) — вид печіночників родини красунчикових (Ptilidiaceae).

## Поширення
Батьківщиною є Європа, Азія, Північна Америка.
Вид часто росте на корі дерев, особливо біля основи стовбурів і в прикореневій частині хвойних дерев, а також на гнилій деревині, рідше на силікатних породах.

## Опис
Ptilidium pulcherrimum росте на густих плоских галявинах від зеленого до червонувато-коричневого кольору. Окремі рослини мають довжину до двох сантиметрів, розпростерті та мають одну або дві перисті гілки. Гілки короткі, ледве міліметра шириною і густо облистнені. Бічні листки ростуть майже поперек стебла, розділені на три-чотири ланцетні або гостротрикутні частки до трьох чвертей довжини. Частки мають приблизно від 6 до 10 клітин завширшки біля основи та з густими війками по краю. Ці вії мають довжину до 0,5 міліметра і мають один ряд. Нижні листки двороздільні або нероздільні, по краю також війчасті. Клітини пластинки округлі в середині листка, розміром від 30 до 35 мкм, мають потовщені кути клітин і містять численні масляні тільця; клітини війок листка прямокутні. Вид дводомний. Чоловічі рослини менші і ростуть на окремих галявинах або в суміші з жіночими. Спорогони не рідкість. Спори червонувато-коричневі, шорсткі з крапками, розміром 25–27 мкм.